# William Russell Dudley
William Russel Dudley (1 de marzo de 1849 - 4 de junio de 1911) fue un botánico estadounidense, nacido en Guilford (Connecticut). Se graduó por la Universidad de Cornell en 1874, y posteriormente estudió historia natural con Louis Agassiz en Isla Penikese en 1875, y en la Escuela de Verano de Harvard en 1876. En 1873 se convirtió en profesor de botánica en Cornell, y en 1884 profesor adjunto de botánica criptogámica, así como profesor de botánica en el Martha's Vineyard instituto de verano durante sus períodos de sesiones en 1878-1879. Murió de tuberculosis en 1911.

## Primeros años
Su compañero de la universidad, David Starr Jordan (quien más tarde escribió un obituario para él en la revista Science), escribió acerca de su comportamiento, diciendo que Dudley era "un joven alto y fornido, guapo y refinado, más viejo y más maduro que la mayoría de estudiantes de primer año, y con propósitos más serios y definitivos ".
En 1913, Leland Stanford Júnior Universidad publicó un "Dudley Memorial Volume" que contiene un documento elaborado por el entonces difunto profesor y apreciaciones, y contribuciones de amigos y colegas.
En 1901, la Legislatura de California aprobó una ley mediante el cual 3.800 acres (1.500 ha) de tierra serían compradas por el Estado en los próximos años para preservar el bosque de secuoyas costeras en toda el área de Colinas de Santa Cruz. Dudley fue uno de los cuatro hombres designados para la primera junta estatal de comisionados. Big Basin Redwoods State Park fue establecido en 1902, el primero de muchos en ese Estado creado desde entonces.
Dudley contrajo una enfermedad mientras estudiaba los árboles en Persia. Contrajo un resfriado o bronquitis severa en Egipto, y más tarde murió de tuberculosis.
- La abreviatura «Dudley» se emplea para indicar a William Russell Dudley como autoridad en la descripción y clasificación científica de los vegetales.[4]

## Algunas publicaciones
- 1886. "The Cayuga Flora, Part I.: A Catalogue of the Phaenogamia growing without Cultivation in the Cayuga Lake Basin". (Ithaca, 1886).
- 1886. "Sketch of Curtis". The Journal of Mycology 2(5): 54–59. JSTOR 3752390

- 1886. "Elias Magnus Fries". The Journal of Mycology 2(8): 91–94. JSTOR 3753020

- 1886. "Charles Christopher Frost". The Journal of Mycology 2(10): 114–18. JSTOR 3752694

## Honores

### Epónimos
- Carex dudleyi Mack.
- Dudleyi
- Juncus dudleyi Wiegand
- Lecania dudleyi Herre

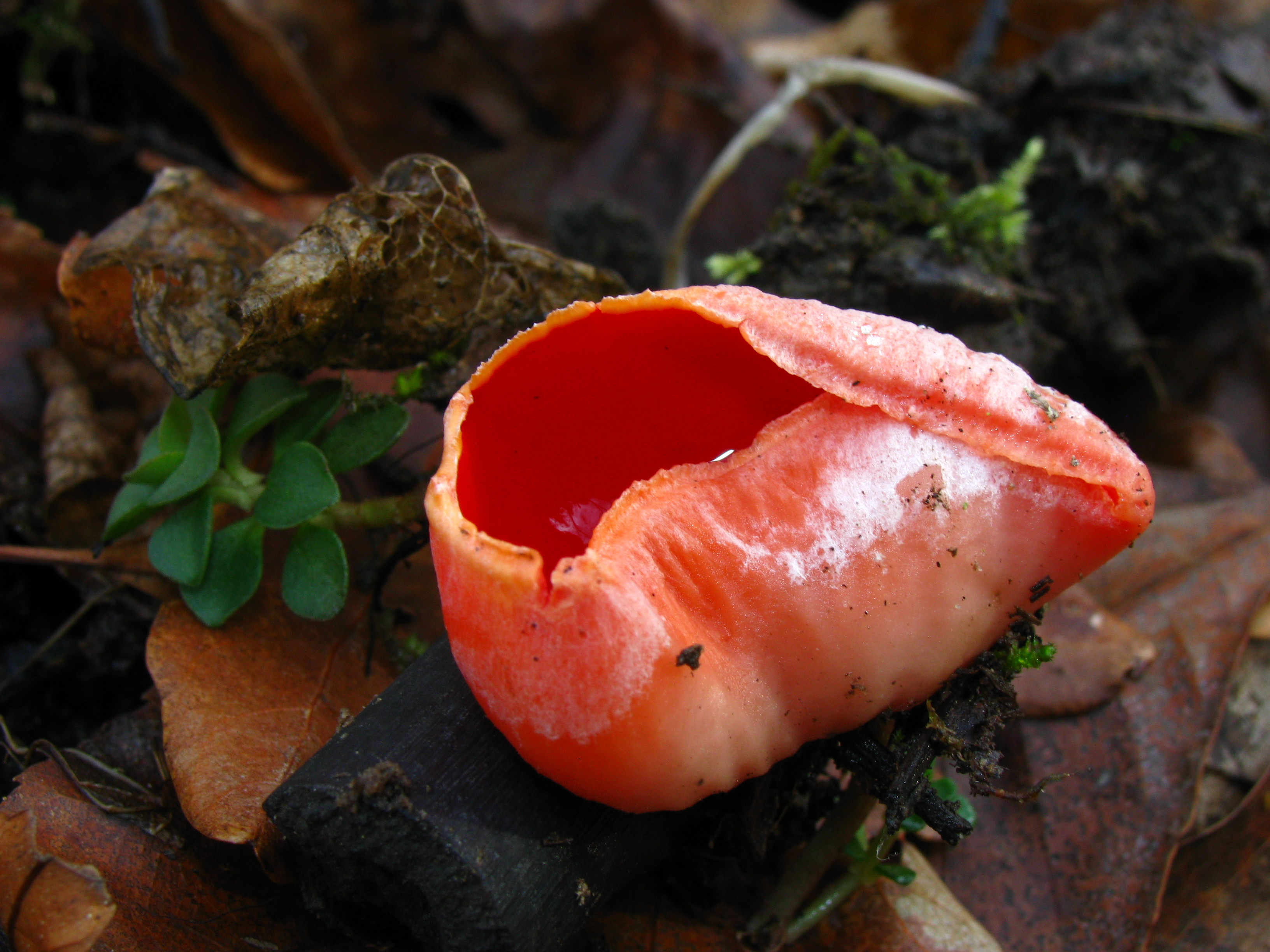
Sarcoscypha dudleyi

- Lupinus latifolius Lindl. ex J.Agardh ssp. dudleyi (Rydb.) Kenney & D.B.Dunn
- Mimulus dudleyi A.L. Grant
- Molliardiomyces dudleyi F.A.Harr. 1990
- Pedicularis dudleyi Elmer
- Phacelia humilis Torr. & A.Gray var. dudleyi J.T.Howell
- Polystichum dudleyi Maxon
- Sarcoscypha dudleyi (Peck) Baral 1984
- Triteleia dudleyi Hoover